# ムーン瑞月
ムーン 瑞月（ムーン みづき、本名：塩田 瑞月（しおだ みづき）、1992年3月24日 - ）は、日本の女子プロレスラー。身長154cm、体重60kg。
神奈川県横浜市瀬谷区出身。先祖は蒙古と戦った鎌倉幕府執権北条時宗公の連署塩田北条義政公。22代目長女。
JWP女子プロレスに所属していた。
リングネームは2010年7月1日放送の「笑っていいとも!」にて元女子プロレスラーで現健介office社長の北斗晶により命名された。
2011年におなじくJWPよりデビューしたラビット美兎は実の妹。
2022年佐賀藩主鍋島家の末裔と結婚。

## 来歴・戦歴
2009年
- 8月15日、JWPへ練習生として入団。

2010年
- 7月18日、後楽園ホール大会にてみなみ飛香戦でデビュー。
- 8月8日、東京 八王子市学園都市センターイベントホールにてジャガー横田と対戦。コブラツイストで敗退。
- 10月24日 、北千住シアター1010大会にてタニー・マウスと対戦。
- 10月31日、道場マッチにて黒木千里から初勝利を奪う。
- 11月14日、道場マッチにて負傷長期欠場。

2011年
- 11月2日、横浜にぎわい座大会で復帰。米山香織に敗れる。
- 12月26日、後楽園ホールにてmasu-me＆川佐ナナ vs ムーン瑞月＆矢神知樹タッグマッチ。

2012年
- タッグリーグ・ザ・ベスト2012にて、体調不良のため途中欠場したmasu-meに代わり勝愛実のパートナーとなる。しかし、負傷のため再び長期欠場。

2014年
- 両親の介護のため引退

2015年
- 2月1日、妹・ラビット美兎がプロデュースする道場マッチにセコンドとして久方ぶりに来場。

2017年
- 4月2日、JWP最期の試合となるJWP 25th anniversary後楽園ホール大会においてフィナーレでリングアナに名前を呼ばれリングに登壇。

## 所属
- JWP（2010年 - 2014年）

## 得意技
- ドロップキック
- エルボ